# Sint-Jan Onthoofdingkerk (Schellebelle)
De Sint-Jan Onthoofdingkerk is een kerk in het dorp Schellebelle in de Belgische gemeente Wichelen. Ze hoort bij de parochie Lede-Wichelen in het rooms-katholieke bisdom Gent. De kerk wordt omgeven door een kerkhof en ligt ingeplant tussen de Schelde en het dorpsplein. De site gaat ten minste terug tot de 12e eeuw en het gebouw is meermaals verbouwd en uitgebreid geweest. Het huidige bouwwerk is een driebeukige hallenkerk met vierkante westtoren, noordelijke zijbeuk van vijf traveeën, zuidelijke zijbeuk van drie traveeën, ten zuiden uitspringend transept, koor van één travee met driezijdige afsluiting, geflankeerd door sacristie en berging. De Sint-Jan Onthoofdingkerk werd in 1962 aangeduid als beschermd monument.